# Toluk
Un toluk est un plat ovoïde d'environ 20 cm de diamètre fabriqué par les habitants de Palaos et utilisé comme monnaie et cadeau de prestige par les femmes de cette île. Il est fabriqué dans une écaille de tortue imbriquée.
C'est une œuvre représentative de l'art micronésien

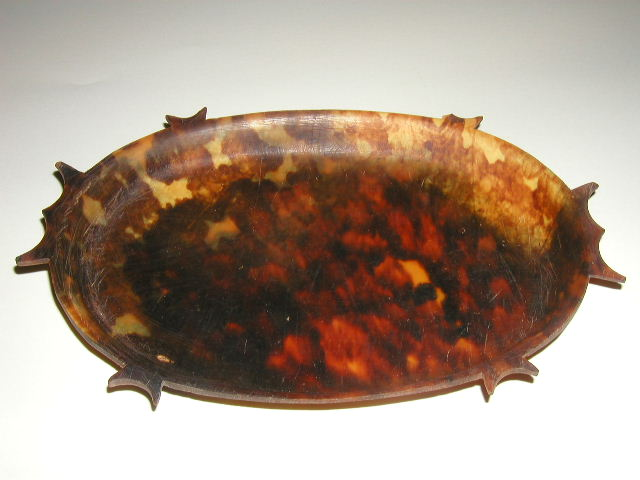
Plat "toluk", cadeau de luxe en Micronésie